# Lardy
Lardy är en kommun i departementet Essonne i regionen Île-de-France i norra Frankrike. Kommunen ligger i kantonen Étréchy som tillhör arrondissementet Étampes. År 2022 hade Lardy 5 572 invånare.

## Befolkningsutveckling
Antalet invånare i kommunen Lardy
| Referens: INSEE |